# Heterixalus andrakata
Heterixalus andrakata es una especie de anfibios de la familia Hyperoliidae.
Es endémica de Madagascar.
Su hábitat natural incluye bosques tropicales o subtropicales secos y a baja altitud, praderas húmedas o inundadas en algunas estaciones, pantanos, marismas de agua dulce, corrientes intermitentes de agua dulce, áreas urbanas, zonas previamente boscosas ahora degradadas, estanques, zonas de regadío y tierras de agricultura parcial o temporalmente inundadas.